# Síndrome de Shy-Drager
El síndrome de Shy-Drager o atrofia multisistémica es una alteración del sistema nervioso autónomo que afecta a pacientes de edad avanzada con un grupo de síntomas que recuerdan a la enfermedad de Parkinson. Se caracteriza por un deterioro progresivo del sistema nervioso que controla funciones involuntarias como el mantenimiento de la presión arterial o el patrón respiratorio. Se trata de un trastorno poco frecuente que tiene una prevalencia estimada de 4,6 casos por 100.000 habitantes.